# Pryskyřníkovité
Pryskyřníkovité (Ranunculaceae) je čeleď vyšších dvouděložných rostlin z řádu pryskyřníkotvarých (Ranunculales). Jsou to byliny nebo řidčeji i dřeviny s jednoduchými nebo složenými listy a dosti mnohotvárnými květy. Čeleď zahrnuje asi 2500 druhů v 60 rodech a je celosvětově rozšířena. Mezi běžné zástupce v české květeně náleží např. pryskyřník, orsej, blatouch či sasanka. Plaménky jsou pěstovány jako okrasné liány, z bylin se pěstuje např. orlíček, čemeřice či talovín.

## Popis
Zástupci pryskyřníkovitých jsou vytrvalé nebo jednoleté byliny, řidčeji polokeře nebo dřevité liány. Cévní svazky jsou často roztroušené nebo v několika soustředných kruzích. Listy jsou převážně střídavé (vstřícné např. u plaménku), jednoduché nebo složené, s palisty nebo bez palistů. Čepel listů je celokrajná nebo zubatá, celistvá nebo laločnatá či členěná, se zpeřenou nebo dlanitou žilnatinou. Květy jsou pravidelné nebo souměrné, většinou oboupohlavné, jednotlivé nebo ve vrcholových či úžlabních hroznech, latách, vrcholících, okolících nebo klasech. Květní části jsou často uspořádány ve šroubovici. Květní obaly nejsou rozlišené (okvětí) v počtu 4 až mnoha plátků nebo rozlišené na kalich a korunu. Kališní lístky v počtu 3 až 6 (nebo až 20), někdy korunovité. Korunní lístky v počtu 2 až 8 nebo více (až 20), volné, obvykle bez nektárií. Někdy jsou květy bezkorunné. Tyčinky jsou volné, v počtu 15 až mnoho, uspořádané v 1 až 13 kruzích nebo ve spirále. Gyneceum je svrchní, složené z volných (apokarpní) nebo do různého stupně srůstajících plodolistů, vzácně monomerické, s 1 až mnoha vajíčky. Plodem je měchýřek nebo nažka, méně často bobule nebo tobolka. Semena mají hojný endosperm a malé embryo.

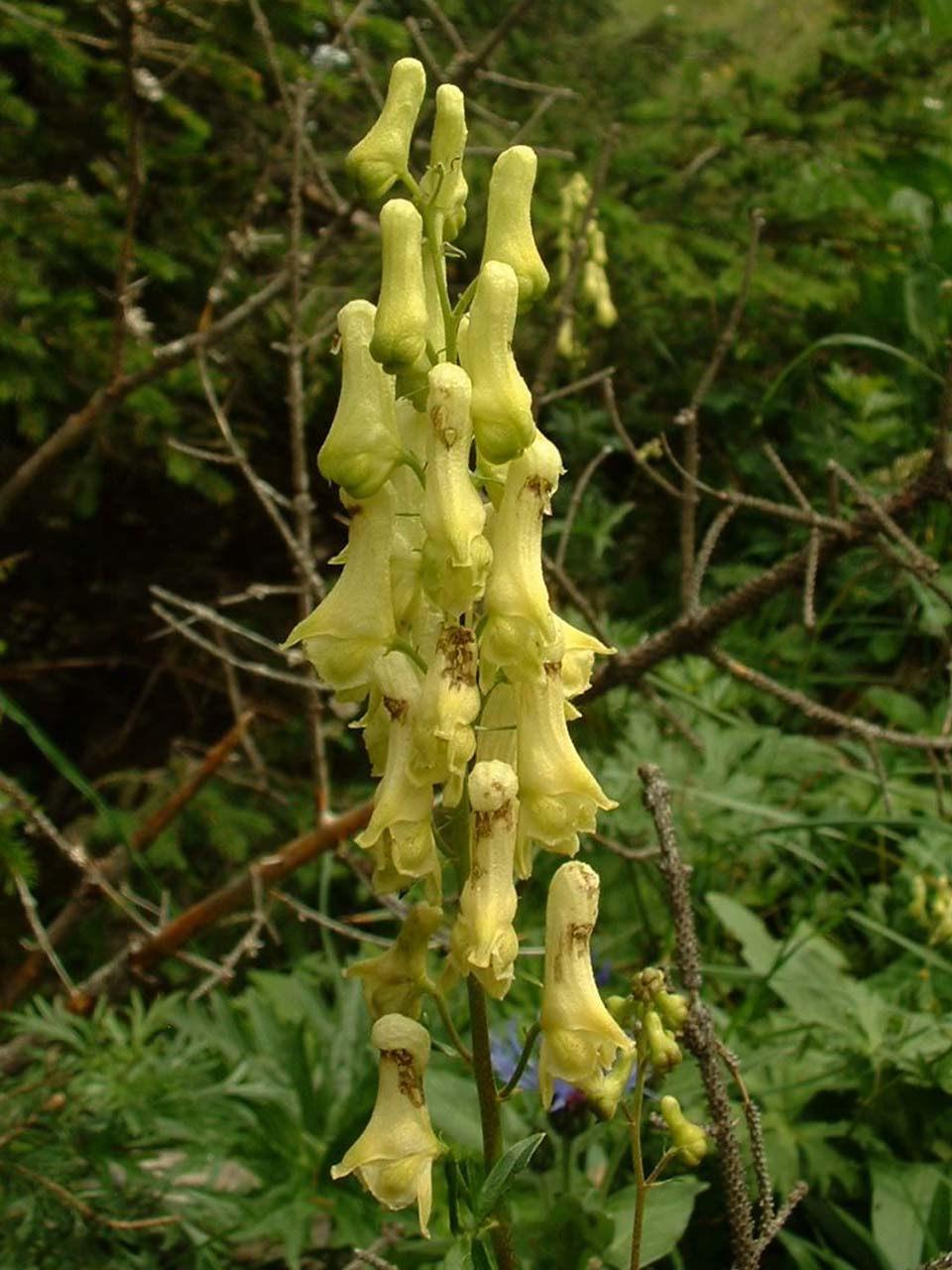
Oměj vlčí mor (Aconitum lycoctonum)
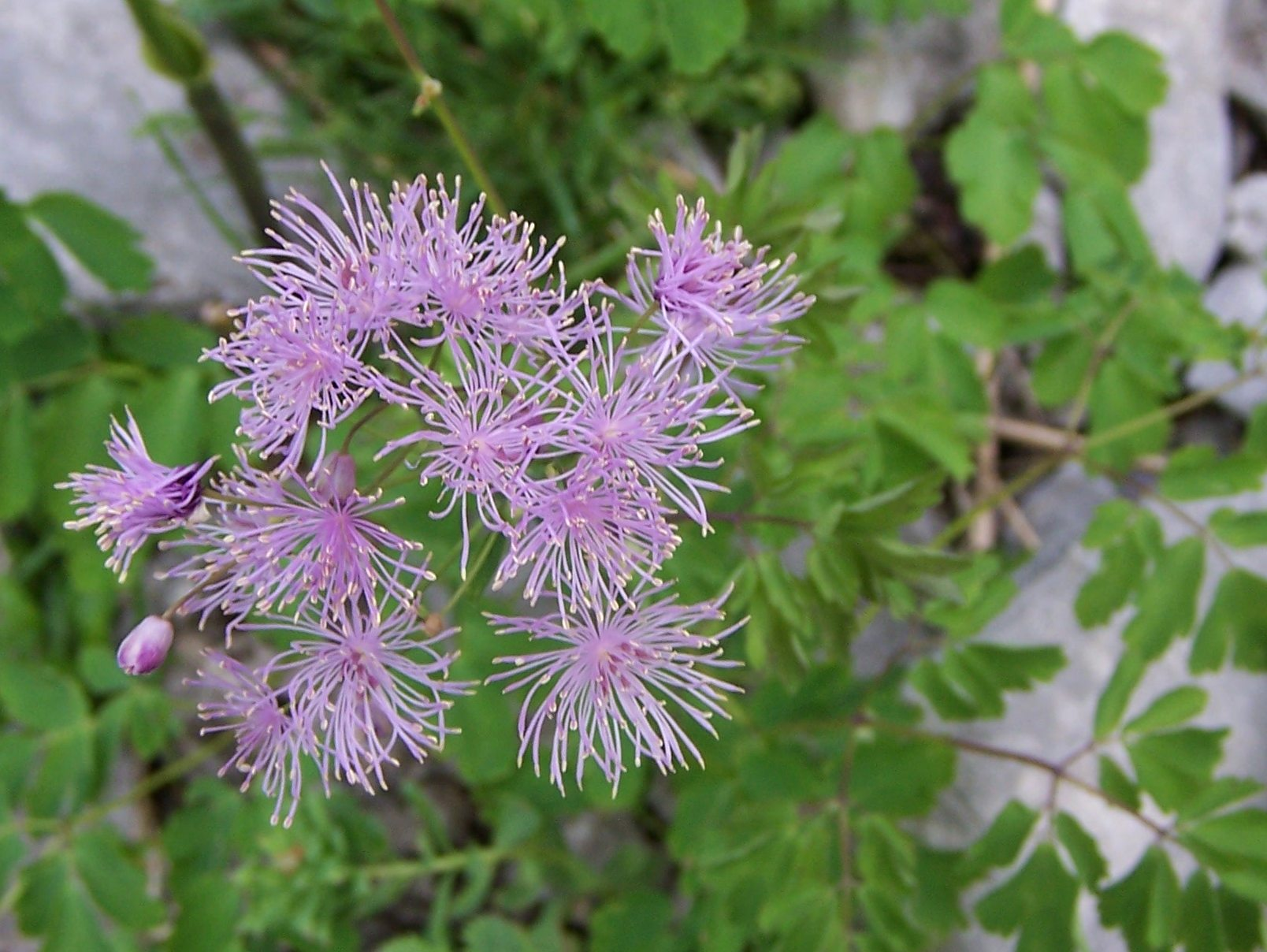
Žluťucha orlíčkovitá (Thalictrum aquilegiifolium)
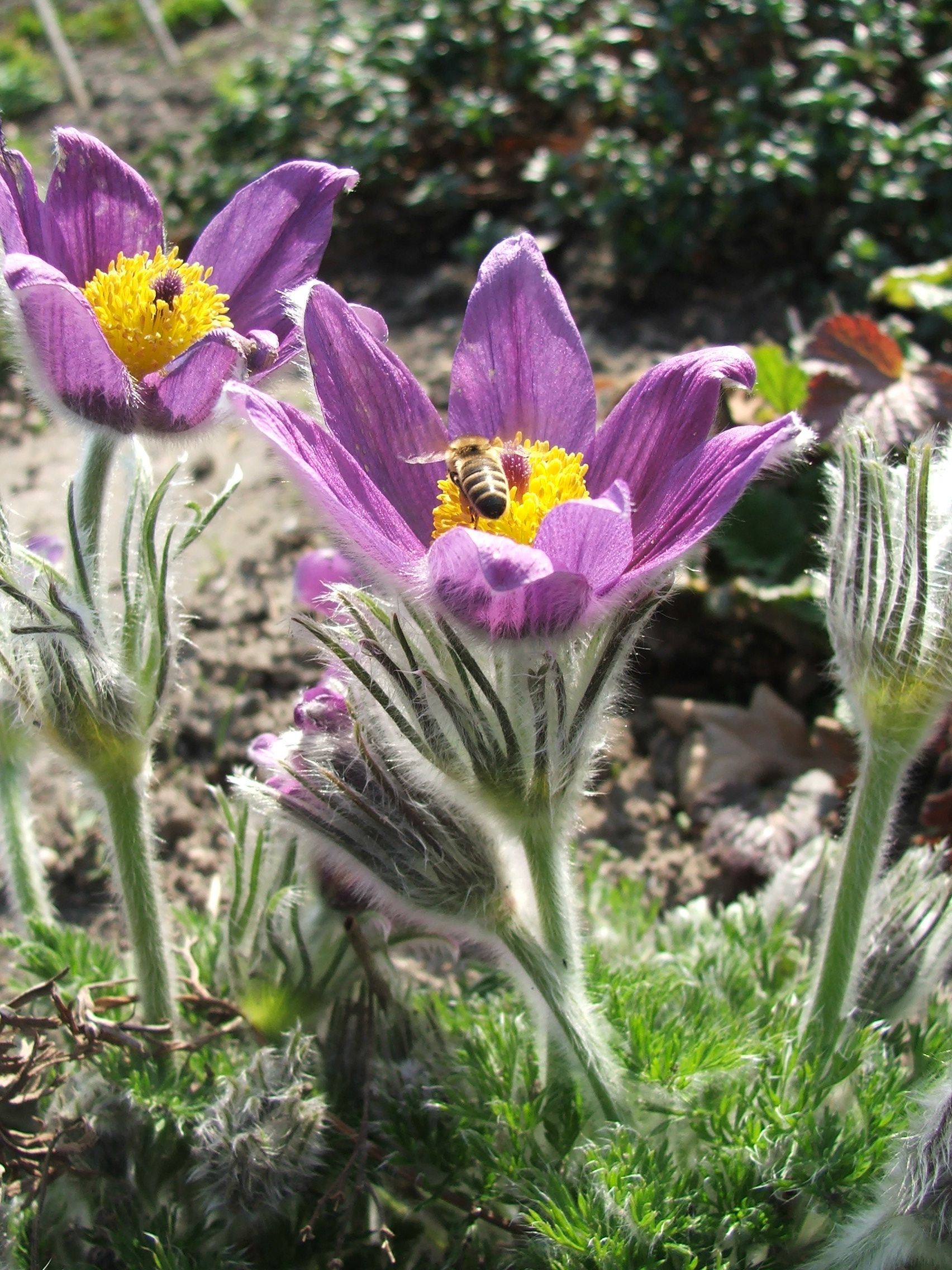
Koniklec Pulsatilla gayerii

## Rozšíření
Pryskyřníkovité je velká čeleď, zahrnující asi 2500 druhů v 60 rodech. Je kosmopolitní mimo polárních oblastí, centrum diverzity je v severním mírném pásu, především ve východní Asii.
V květeně České republiky jsou pryskyřníkovité hojně zastoupeny. Roste zde přes 60 druhů z 22 rodů. Pryskyřníku se v ČR vyskytuje celkem 17 druhů. Dalšími více zastoupenými rody jsou lakušník (8 druhů), žluťucha (6), oměj (5), sasanka (4) a hlaváček (3). Dvěma druhy jsou zastoupeny rody plamének, ostrožka, orsej. Zbývající rody mají v ČR po jediném zástupci: blatouch bahenní, upolín nejvyšší, černucha rolní, zapalice žluťuchovitá, samorostlík klasnatý, ploštičník evropský, orlíček obecný, stračka vyvýšená, myší ocásek nejmenší. Některé druhy jsou považovány za vyhynulé, např. rohohlavec rovnorohý, plamének celolistý. Oměj šalamounek je endemit Českého masivu. Z pěstovaných druhů občas zplaňuje talovín zimní, čemeřice, různé barevné kultivary orlíčku a oměj zahradní.
V evropské květeně jsou mimo rodů domácích i v ČR zastoupeny další 4 rody: routevník (Callianthemum), talovín (Eranthis) a čemeřice (Helleborus).
V tropické Americe roste 11 rodů pryskyřníkovitých. Náležejí mezi ně i rody rozšířené v Evropě a Severní Americe: pryskyřník, sasanka, plamének a žluťucha. Jsou zde rozšířeny především v horách, kde vyhledávají vlhká a chladná stanoviště. V nížinných deštných lesích se vyskytují sporadicky.

## Ekologické interakce
Většina druhů pryskyřníkovitých je opylována hmyzem. Některé druhy žluťuchy jsou větrosprašné. Květy straček a omějů jsou opatřeny ostruhou, v níž se shromažďuje nektar. Jsou opylovány zejména včelami, v Americe i kolibříky. Ptáky jsou opylovány i některé druhy orlíčků, plaménků a dokonce andský pryskyřník Ranunculus gusmani. Naproti tomu např. květy sasanek a plaménků nektar netvoří a navštěvuje je hmyz sbírající pyl. U některých zástupců dozrávají prašníky v jinou dobu než blizny, což zabraňuje samoopylení.
Způsoby šíření semen jsou různorodé. Nažky plaménků mají dlouhý pérovitý přívěsek a jsou šířeny větrem. Některé druhy pryskyřníku mají plody s hákovitým výrůstkem a přichycují se na srsti zvířat. Drobná semena z měchýřkovitých plodů mnohých zástupců jsou šířena větrem či vodou. Semena čemeřice mají míšek a k jejich šíření přispívají mravenci. Bobule některých druhů samorostlíku jsou pravděpodobně šířeny ptáky.

## Obsahové látky a jedovatost
Pryskyřníkovité jsou vesměs více či méně jedovaté. Mezi účinné látky patří cyklické laktony (např. protoanemonin) a jejich glykosidy (ranunkulin), triterpenoidní saponiny i alkaloidy (diterpenové alkaloidy např. akonitin; isochinolinové alkaloidy např. isoboldin). Mezi zvlášť jedovaté zástupce náležejí např. oměje (Aconitum) a některé pryskyřníky (Ranunculus).

## Taxonomie
Systém podčeledí této čeledi je neustálený, dříve používané členění na 3 podčeledi (Hydrastioideae, Helleboroideae a Ranunculoideae) se novějšími výzkumy ukázalo jako zjednodušující. Někdy jsou vyčleňovány do samostatných čeledí rody Hydrastis a Glaucidium. Rody Batrachium (lakušník) a Ficaria (orsej) jsou někdy vřazovány do široce pojatého rodu Ranunculus.

## Ochrana přírody
V České republice jsou jako kriticky ohrožené (kategorie C1) vedeny druhy lakušník Baudotův (Batrachium baudotii), lakušník Rionův (Batrachium rionii), rohohlavec rovnorohý (Ceratocephala testiculata), ploštičník evropský (Cimicifuga europaea), koniklec otevřený (Pulsatilla patens), koniklec jarní (Pulsatilla vernalis) a žluťucha jednoduchá (Thalictrum simplex). Silně ohrožené (kat. C2) jsou oměj jedhoj (Aconitum anthora),
oměj tuhý moravský (Aconitum firmum subsp. moravicum),
sasanka narcisokvětá (Anemone narcissiflora),
stračka vyvýšená (Delphinium elatum),
koniklec velkokvětý (Pulsatilla grandis),
koniklec luční český (Pulsatilla pratensis subsp. bohemica),
pryskyřník illyrský (Ranunculus illyricus),
pryskyřník velký (Ranunculus lingua),
žluťucha žlutá (Thalictrum flavum)

## Zástupci
- blatouch (Caltha)
- čemeřice (Helleborus)
- černucha (Nigella)
- glaucidium (Glaucidium)
- hlaváček (Adonis)
- japsanka (Anemonopsis)
- jaterník (Hepatica)
- koniklec (Pulsatilla)
- lakušník (Batrachium, syn. Ranunculus)
- myší ocásek (Myosurus, syn. Ranunculus)
- oměj (Aconitum)
- orlíček (Aquilegia)
- orsej (Ficaria, syn. Ranunculus)
- ostrožka (Consolida, syn. Delphinium)
- plamének (Clematis)
- ploštičník (Cimicifuga, syn. Actaea)
- pryskyřník (Ranunculus)
- rohohlavec (Ceratocephala, syn. Ranunculus)
- routevník (Callianthemum)
- rytec (Oxygraphis)
- samorostlík (Actaea)
- sasanka (Anemone)
- stračka (Delphinium)
- talovín (Eranthis)
- upolín (Trollius)
- větrnice (Anemonastrum), syn. sasanka
- větřenka (Knowltonia)
- vodilka (Hydrastis)
- zapalice (Isopyrum)
- zimoradka (Hamadryas)
- žlutokořen (Xanthorhiza)
- žluťucha (Thalictrum)[8]

## Význam
Pryskyřníkovité mají význam zejména jako okrasné rostliny. Jako zahradní byliny se pěstují zejména sasanky, talovíny, oměje, čemeřice, orlíčky, stračky, upolíny aj. Mnohé druhy a kultivary plaménků jsou pěstovány jako popínavé rostliny.
Semena černuchy seté jsou používána jako koření.

## Seznam rodů
Aconitum, Actaea (včetně Cimicifuga), hlaváček, Anemoclema, Anemonastrum, Anemone, Anemonella, Anemonoides, Anemonopsis, Aquilegia, Arcteranthis, Asteropyrum, Beesia, Calathodes, Callianthemoides, Callianthemum, Caltha, Clematis, Coptis, Cyrtorhyncha, Delphinium (včetně Consolida), Dichocarpum, Enemion, Eranthis, Eriocapitella, Glaucidium, Gymnaconitum, Halerpestes, Hamadryas, Helleborus, Hepatica, Hydrastis, Isopyrum, Knowltonia (včetně Barneoudia, Oreithales), Leptopyrum, Leucocoma, Megaleranthis, Metanemone, Nigella (včetně Garidella, Komaroffia), Oxygraphis, Paraquilegia, Paroxygraphis, Peltocalathos, Pseudodelphinium, Pulsatilla, Ranunculus (včetně Aphanostemma, Batrachium, Ceratocephala, Ficaria, Laccopetalum, Myosurus), Semiaquilegia, Thalictrum, Trautvetteria, Trollius, Urophysa, Xanthorhiza